# Мохохло, Лина
Лина Келебогиле Мохохло (англ. Linah Kelebogile Mohohlo; 13 февраля 1952, Рамоцва, Бечуаналенд — 2 июня 2021) — ботсванский банковский деятель, с 1999 по 2016 год возглавляла Банк Ботсваны. Состояла в Комиссии по Африке. Входила в Африканскую группу за прогресс (APP) — организацию из десяти известных личностей, выступающих на самых высоких уровнях за справедливое и устойчивое развитие стран Африки. В качестве члена этой группы она содействует созданию коалиции для поддержки образования, а также общается с теми политиками, которые принимают решения в своих странах, для консолидации усилий по долгосрочным реформам в странах Африки. Удостоена высшей награды Ботсваны — «Президентского ордена за заслуги».
Изучала бухгалтерский учёт и бизнес, экономику, финансы и инвестиции в Ботсванском университете, университете Джорджа Вашингтона и университете Эксетера. Прошла обучение по вопросам исполнительного руководства в Йельском университете.
В 1999—2016 годах работала управляющей Банком Ботсваны. Сотрудничала с Международным валютным фондом (МВФ) в должности специального назначенца. В качестве управляющего МВФ по Ботсване являлась членом Международного валютно-финансового комитета в 2000—2002 годах, представлявшего группу стран Африки, в которую входила 21 африканская страна к югу от Сахары.
Мохохло была членом первого Экономического и консультативного совета Ботсваны. Она является членом совета директоров крупных ботсванских и зарубежных корпораций. В 2002 году на неё была возложена ответственность за надзор за оценкой Новой программы Организации Объединённых Наций по обеспечению развития в Африке в 1990-е годы. Она также была членом Комиссии по Африке, которую возглавлял бывший премьер-министр Великобритании Тони Блэр; отчёт Комиссии «Наши общие интересы» был опубликован в 2005 году. Мохохло в настоящее время является членом Фонда Билла и Мелинды Гейтс — Комитета по финансовым услугам для бедных. Она является членом Комитета по инвестициям Объединённого пенсионного фонда персонала Организации Объединённых Наций и была сопредседателем совещания Всемирного экономического форума для Африки в Кейптауне в мае 2011 года.
Мохоло также является членом Африканской группы по прогрессу (APP), группы из десяти известных личностей, выступающих на самом высоком уровне за справедливое и устойчивое развитие стран Африки. Каждый год группа публикует бюллетень «Доклад о ходе работы в Африке», в котором излагается проблема, имеющая непосредственное значение для континента, и предлагается ряд связанных с этим стратегий. В 2012 году в «Отчёте о прогрессе в Африке» были освещены вопросы занятости, юстиции и справедливости. В докладе 2013 года были изложены вопросы, касающиеся добычи нефти, газа и полезных ископаемых в Африке.
В мае 2015 года Генеральный секретарь Организации Объединённых Наций Пан Ги Мун назначил Мохоло членом Группы высокого уровня по гуманитарному финансированию — инициативе, направленной на подготовку рекомендаций для Всемирного саммита по гуманитарным вопросам 2016 года. Мохохло является автором ряда статей и книг, посвящённым вопросам экономики, финансов / инвестиций, управления ресурсами и организации труда.
В июле 2017 года компания «Тлу Энерджи Лимитед», занимающаяся поставками электроэнергии в Ботсвану и на юг Африки посредством разработки метана угольного пласта, объявила, что назначила Лину Мохохло в Совет директоров компании.